# Дерюгина, Татьяна Фёдоровна
Татьяна Фёдоровна Дерюгина (род. 13 июня 1928 года, Минск) — белорусская учёная в области дендрологии, кандидат биологических наук (1967). Лауреат Государственной премии БССР (1976).

## Биография
Татьяна Фёдоровна Дерюгина родилась 13 июня 1928 года в Минске.
В 1952 году окончила Белорусский технологический институт.
С 1963 года работает в Институте экспериментальной ботаники Академии наук БССР.
В 1967 году защитила кандидатскую диссертацию на тему «Отношение древесных растений к влажности почвы».
С 1970 года работает в должности старшего научного сотрудника в Институте экспериментальной ботаники Академии наук БССР.

## Научная деятельность
Т. Ф. Дерюгиной принадлежат научные работы по биологии древесных растений, проблемам интродукции и акклиматизации деревьев и кустарников, изучению их анатомии, морфологии и экологии, отношений к свету, влажности, качеству почвы, по теории и практике введения в лесное хозяйство и зелёное строительство и др.
Среди опубликованного:
- Отношение древесных растений к влажности и кислотности почвы / Институт экспериментальной ботаники АН БССР; [ред. акад. АН БССР П. П. Роговой] — Минск: Наука и техника, 1966. (вместе с А. Ф. Ивановым и А. В. Пономаревой);
- Древесные растения и влажность почвы / Академия наук Белорусской ССР, Институт экспериментальной ботаники — Минск: Наука и техника, 1972. (вместе с Н. Д. Нестеровичем);
- Иванов А. Ф., Кравченко Л. В., Дерюгина Т. Ф., Новикова А. А., Рахтеенко Л. И. Биология древесных растений / Под ред. А. Ф. Иванова; Академия наук Белорусской ССР, Институт экспериментальной ботаники им. В. Ф. Купревича — Минск: Наука и техника, 1975. (в соавторстве);
- Сезонный рост лиственных древесных пород — Минск: Наука и техника, 1984. (монография).

## Награды
- Государственная премия БССР 1976 года за цикл работ по изучению морфологических, физиологических и биологических особенностей древесных пород.